# Leucopis raoi
Leucopis raoi är en tvåvingeart som beskrevs av Tanasijtshuk 1986. Leucopis raoi ingår i släktet Leucopis och familjen markflugor. Inga underarter finns listade i Catalogue of Life.